# رود آلبنا
رود آلبنا (به ایتالیایی: Albegna) یک رود در ایتالیا است که در توسکانی واقع شده‌است.